# Trachyphyllia geoffroyi
Espèce
Statut de conservation UICN

 NT  : Quasi menacé
Statut CITES
Trachyphyllia geoffroyi est un corail fluroescent.

## Philatélie
Ce corail figure sur une émission de la Nouvelle-Calédonie de 1990 (valeur faciale : 60 F).